# Гайда (музичний інструмент)

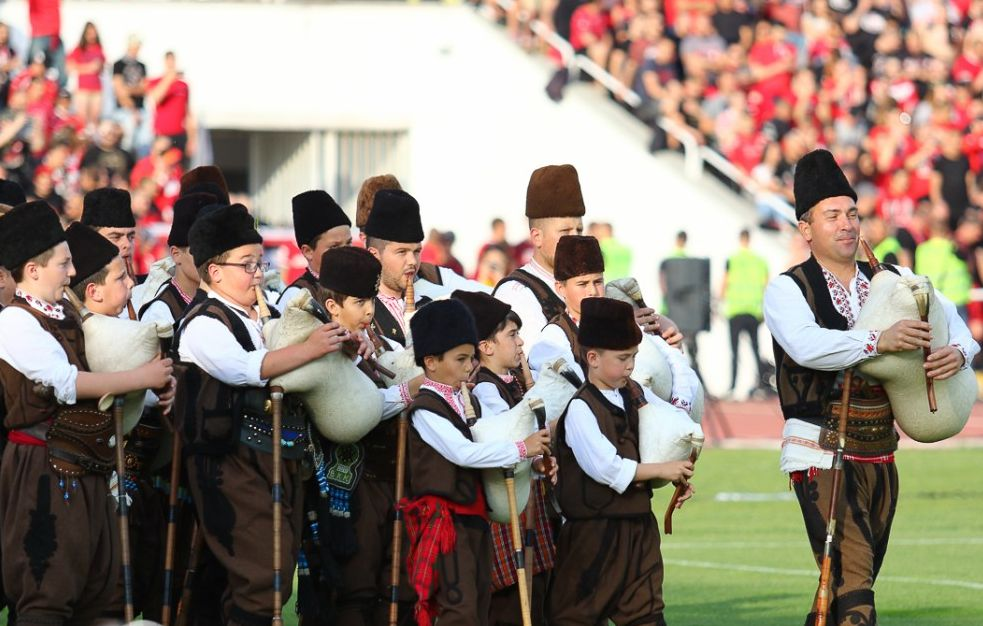
Музиканти із гайдами в Болгарії під час святкування, Софія

Гайда (болг. гайда, мак. гајда, грец. γκάιντα, серб. gajde, алб. gajdja) — це музичний інструмент, який використовується переважно народами Балканського півострову в Болгарії, Македонії, Греції, Сербії,  Хорватії, Албанії та Словенії. Цей інструмент вважається різновидом волинки.
Слово «ґайда» використовують і в Карпатах для позначення вівчарської волинки.
Цікаво, що в іспанській Галісії волинка має назву "гайта".

## Будова

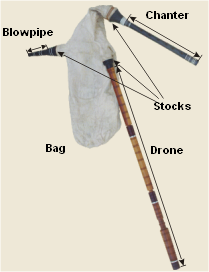
Будова Сербськoї гайди

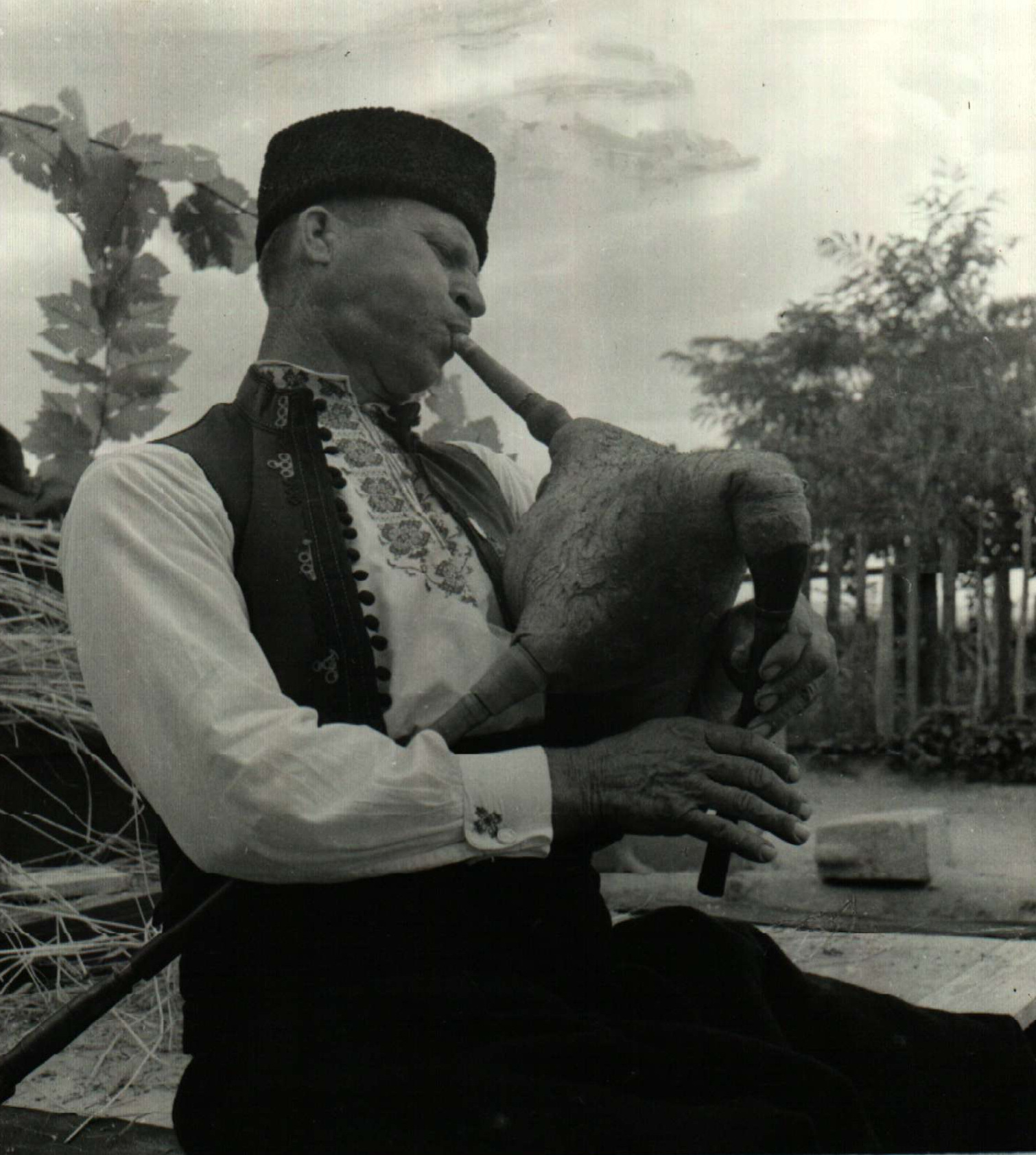
Гравець на болгарській гайді, фото 1945 року. Центральний Архів Країни, Софія

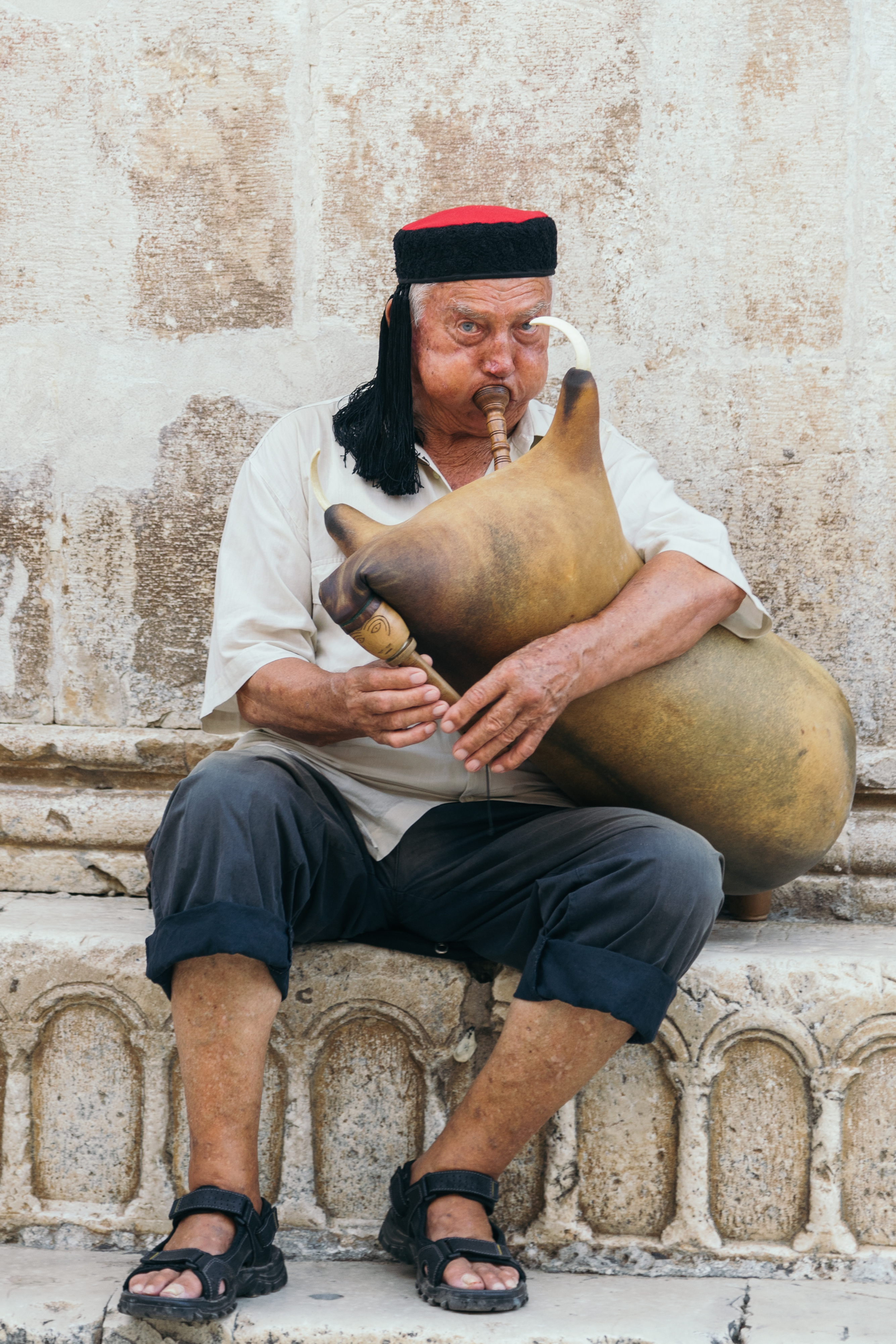
Гравець на гайді в Хорватії

Інструмент складається із мішка, зробленого із козячої чи овечої шкур, вдувної трубки-дулац та дерев'яної гральної гайдуниці та бурдона трубані. Волинку часто прикрашають орнаментом по дереву. Гайдуниці та трубні тростини одинарні.
Волинки виготовляють в різних тональностях. Вони бувають великими та малими, по регістру бас та сопрано. На них можна грати як соло, так і в ансамблі. Гайди бувають двох типів — двохголосі та трьохголосі. Виготовляються інструмент рідко в ре та частіше в фа та мі тональностях.
Хорватський тип волинки має одинарний язичок із трьома трубками, які створюють мелодичний звук, діатонічного звукоряду.
Щоб зіграти на волинці нагнітається повітря мундштуком чи міхом-підкачки (має вбудований зворотній клапан) в мішок музичного інструменту. І через гральну трубку та бурдон музикант грає мелодію. Людина, яка грає на гайді повинна стискати лівим передпліччям інструмент, бурдон лежить на плечі.

### Міх
Міх, як правило, зроблений із козячої шкіри.

### Труби
Труби виготовляються із кизилового дерева. В наш час зустрічаються моделі із трубами зробленими з тростини або бамбука, пояснюється це тим, що вони менше промокають від дощу.

## Історія
Мистецтво гри на гайді розвинулись у горах, серед пастухів усього Балканського півострова. Жителі північної місцевості Балкан на цьому інструментів не грали.
Сама ж назва «Гайда» походить від арабського та з чотирнадцятого століття нею користуються для музичного супроводу танців балканських народів.
Частіше на гайді виконують танцювальні мелодії, інколи акомпанують під спів соліста чи хору. Фольклор Балкан дуже різноманітний та міняється від країни до країни, від області, до області. Дуже відрізняються стиль та принципи танців у різних селах Балкан, від села до села. В кожному селі народні костюми теж різні та фольклор відрізняється також.

## Музиканти, які грали на гайді
- Костадін Варімезов
- Радослав Паскальов
- Дафо Трендафілов